# وینتربورن مونکتون
وینتربورن مونکتون (به انگلیسی: Winterborne Monkton) یک روستا و محله مدنی در بریتانیا است که در West Dorset واقع شده‌است. وینتربورن مونکتون ۵۰ نفر جمعیت دارد.